# Грищук Оксана Володимирівна
Оксана Володимирівна Грищук (нар.. 17 березня 1972, Одеса, Українська РСР) — українська радянська, українська та російська фігуристка, що виступала в спортивних танцях на льоду з Євгеном Платовим. Вони триразові чемпіони Європи, чотириразові чемпіони світу, перші дворазові олімпійські чемпіони у танцях на льоду.

## Життєпис
Заняття фігурним катанням Оксана Грищук почала у рідній місті Одесі у 4-х річному віці у тренера Валентини Касьянової. У 1981 році Оксана переїхала до Москви. Спочатку вона тренувалася як одиночниця у Олени Александрової, а з 1984 року — у Наталії Лінічук та Геннадія Карпоносова. З 1985 року Грищук виступала в парі з Олександром Чичковим .
Вигравши юніорський чемпіонат світу в 1988 році, пара змушена була розлучитися влітку 1989 року через травму партнера. Оксану запросили в групу Наталії Дубової, де поставили в пару з Євгеном Платовим. Уже в грудні 1989 році, лише через 3 місяці спільних тренувань, пара Грищук / Платов стала бронзовими призерами чемпіонату СРСР, а в 1991 році вони виграли першість країни.
На Олімпійських іграх 1992 року Оксана і Євген, представляючи Україну у складі Об'єднаної команди, посіли 4-е місце. Цього ж року вони завоювали бронзові медалі чемпіонату Європи, а потім і світу. Восени 1992 року Оксана повернулася до своїх колишніх наставників — Лінічук та Карпоносова — разом з партнером і з того часу вони стали представляти Російську Федерацію. Через рік пара виграла Олімпіаду 1994 року в Ліллехаммері. Через загострення травми партнера пара пропустила сезон 1994/1995, але повернулася на чемпіонат світу, завоювавши золото. У 1996 році у пари Грищук / Платов загострився конфлікт з тренером Наталею Лінічук, яка всю увагу приділяла іншим спортсменам своєї групи. Пізніше вони почали співпрацювати з Тетяною Тарасовою, разом з якою готувалися до Олімпійського сезону.
Олімпіада в Нагано зробила Грищук і Платова рекордсменами — вони вперше у світі стали дворазовими олімпійськими чемпіони у танцях на льоду (незважаючи на те, що Грищук перед тим зламала зап'ястя). Влітку 1998 року пара розпалася. Оксана Грищук отримала запрошення на спільну роботу від Олександра Жуліна. Співпраця тривала протягом року. Знову залишившись одною, Оксана виступала сольно.

## Після спорту
У 2001 року Оксана Грищук відкрила власну Академію фігурного катання в США, в якій займається і менеджментом, і тренерською роботою, а також пробує себе як постановник і хореограф.
У 2006 році взяла участь у телешоу «Танці на льоду» на телеканалі «Росія», де в парі з актором Петром Красіловим посіла перше місце. Через рік взяла участь в шоу «Танці на льоду „Оксамитовий сезон“» у парі з Петром Дрангою (3-є місце).
У 2010 році заявила про готовність висунути свою кандидатуру на виборах президента Федерації фігурного катання Росії, однак її не затвердили кандидатом.

## Державні нагороди
- Орден «За заслуги перед Вітчизною» III ступеня (27 лютого 1998 року) — за видатні досягнення в спорті, мужність і героїзм, проявлені на XVIII зимових Олімпійських іграх 1998 року[3]
- Орден Пошани (22 квітня 1994 року) — за високі спортивні досягнення на XVII зимових олімпійських іграх 1994 року[4]
- Заслужений майстер спорту Росії (1994 рік).

## Особисте життя
У 1997 році Грищук змінила своє ім'я з Оксани на Пашу. За її словами, причиною було те, що її часто плутали зі скандально відомою фігуристкою  Оксаною Баюл.
|  | Воно добре поєднується з англійським словом passion - пристрасть. Крім того, саме так звали мою бабусю |

.
Згодом повернула ім'я Оксана.
Проживає в Лагуна-Біч , Каліфорнія у США. Виховує доньку.

## Програми
(з Євгеном Платовим)
| Сезон     | Оригінальний танець         | Довільний танець                                                                                   | Показовий                                                               |
| --------- | --------------------------- | -------------------------------------------------------------------------------------------------- | ----------------------------------------------------------------------- |
| 1997—1998 | Jailhouse Rock Елвіс Преслі | Memorial Майкл Наймен                                                                              | Frozen Madonna You'll See Madonna Foxy Lady The Jimi Hendrix Experience |
| 1996—1997 | Лібертанго Астор П'яццола   | The Feeling Begins Пітер Гебріел                                                                   | You'll See Madonna                                                      |
| 1995—1996 | España Cañí                 | - Muchachita Perez Prado - Mambo Jambo (a.k.a. Que Rico El Mambo) Perez Prado - Bogota Gil Ventura | I Will Always Love You Вітні Г'юстон                                    |
| 1994—1995 | Girls Girls Girls           | Steppin' Out                                                                                       | Adagio Ремо Джадзотто, Томазо Альбіноні                                 |
| 1993—1994 | Historia de um Amor         | Rock Around the Clock                                                                              | Rock Around the Clock (з вокалом)                                       |
| 1992—1993 | Aquarell                    | St. James Infirmary Blues                                                                          | Aquarell Віденський вальс                                               |
| 1991—1992 |                             | - Schön Rosmarin - Liebesleid Фріц Крейслер                                                        |                                                                         |
| 1990—1991 |                             | - Тарантела - 'O Sole Mio - Funiculì, Funiculà                                                     |                                                                         |
| 1989—1990 | Moliendo Café Хьюго Бланко  | Сиртакі з «Грек Зорба» Мікіс Теодоракіс                                                            |                                                                         |

(з Олександром Жуліним)
| Сезон     | Програми                                                        |
| --------- | --------------------------------------------------------------- |
| 1998—1999 | Un-Break My Heart Тоні Брекстон - Smooth Operator Sade - Enigma |

## Спортивні досягнення
з Є. Платовим за Росію
| Змагання / Сезон                | 1989-90 | 1990-91 | 1991-92 | 1992-93 | 1993-94 | 1994-95 | 1995-96 | 1996-97 | 1997-98 |
| ------------------------------- | ------- | ------- | ------- | ------- | ------- | ------- | ------- | ------- | ------- |
| Зимові Олімпіади                |         |         | 4       |         | 1       |         |         |         | 1       |
| Чемпіонати світу                | 5       | 4       | 3       | 2       | 1       | 1       | 1       | 1       |         |
| Чемпіонати Європи               | 5       | 5       | 3       | 2       | 2       |         | 1       | 1       | 1       |
| Чемпіонати СРСР                 | 3       | 2       | 1       |         |         |         |         |         |         |
| Чемпіонати Росії                |         |         |         | 1       |         |         | 1       |         |         |
| Фінали Гран-прі                 |         |         |         |         |         |         | 1       |         | 1       |
| Етапи Гран-прі: Trophée Bompard |         |         |         |         |         |         | 1       |         | 1       |
| Етапи Гран-прі: Skate America   |         |         |         |         |         |         | 1       |         |         |
| Етапи Гран-Прі: NHK Trophy      | 2       |         | 2       |         | 1       |         |         |         | 1       |
| Ultimate Four                   |         |         |         |         | 1       |         |         | 1       |         |

з Олександром Чичковим за Росію
| Змагання / Сезон                | 1986-87 | 1987-88 | 1988-89 |
| ------------------------------- | ------- | ------- | ------- |
| Чемпіонати світу серед юніорів  | 2       | 1       |         |
| Чемпіонати СРСР серед юніорів   |         | 1       |         |
| Етапи Гран-прі: Trophée Bompard |         |         | 3       |